# Европейский маршрут E68
Европейский маршрут E68 — европейский автомобильный маршрут от Сегеда, Венгрия, до Брашова, Румыния , общей длиной 529 км, из которых 52 км проходят по Венгрии, а остальные 477 — по Румынии.
Дорога проходит по следующим городам: Сегед — Мако — Нэдлак — Арад — Липова — Дева — Симерия — Орэштие — Себеш — Сибиу — Фэгэраш — Брашов.